# توم بور
توم بور (بالإنجليزية: Tom Burr)‏ هو فنان أمريكي، ولد في 1963.